# Saint-Amans-Valtoret
 Saint-Amans-Valtoret  es una población y comuna francesa, ubicada en la región de Mediodía-Pirineos, departamento de Tarn, en el distrito de Castres y cantón de Saint-Amans-Soult.

## Demografía
| 1263 | 1214 | 1020 | 920 | 985 | 966 |
| Para los censos de 1962 a 1999 la población legal corresponde a la población sin duplicidades (Fuente: INSEE [Consultar]) |      |      |     |     |     |